# Červona Ukraina (incrociatore 1915)
Il Červona Ukraina (in russo Червона Украина?) fu un incrociatore leggero della Marina militare sovietica, entrato in servizio nel marzo 1927 come prima unità della classe Admiral Nachimov.
Costruito originariamente per la Marina imperiale russa con il nome di Admiral Nachimov, l'incrociatore fu lasciato incompleto a causa degli eventi della guerra civile russa per poi essere completato dal nuovo governo sovietico. Attiva durante la seconda guerra mondiale, la nave operò nel teatro del Mar Nero e partecipò agli scontri della battaglia di Odessa e dell'assedio di Sebastopoli, finendo affondata in un attacco aereo tedesco il 13 novembre 1941 nella baia di Sebastopoli.

## Storia

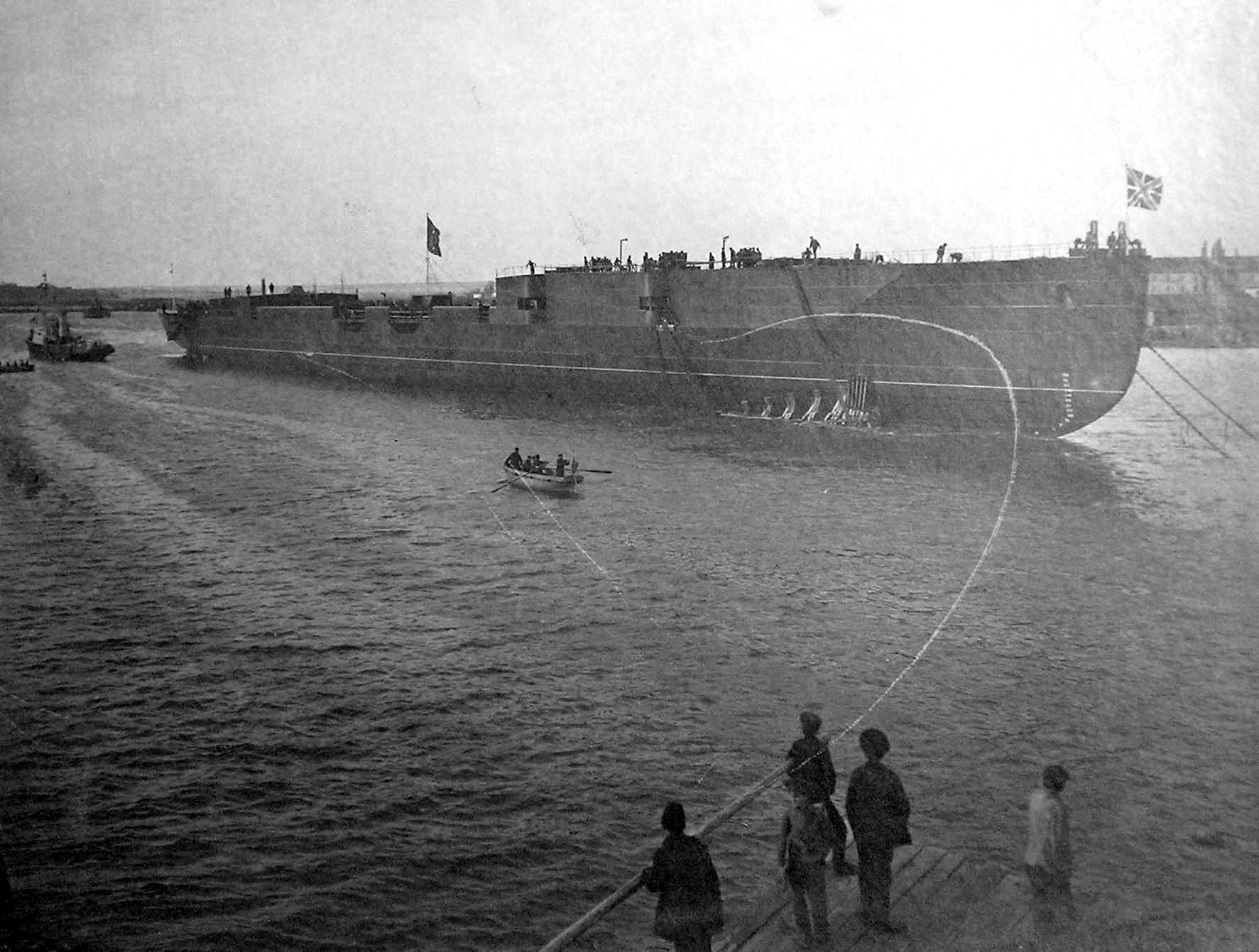
Lo scafo dell'incrociatore nel 1915 durante i lavori di allestimento a Mykolaïv

La nave venne impostata il 18 ottobre 1913 nei cantieri di Mykolaïv in Ucraina, per poi essere varata il 6 novembre 1915 con il nome di Admiral Nachimov in onore di Pavel Stepanovič Nachimov, ammiraglio russo del XIX secolo; l'allestimento dell'unità venne interrotto alla fine del 1917 a causa degli eventi della Rivoluzione d'ottobre, quando ormai la nave era completa all'80%. A metà 1918 lo scafo incompleto cadde sotto il controllo della neo-proclamata "Repubblica Popolare Ucraina", le cui autorità decisero di portare avanti i lavori di allestimento; il 25 gennaio 1919 l'incrociatore venne formalmente rinominato Hetman Bohdan Chmel'nyc'kij in onore dell'omonimo eroe ucraino del XVII secolo, ma poco dopo Mykolaïv fu occupata dalle forze degli Alleati e i lavori sulla nave furono nuovamente interrotti.
Allo scoppio della guerra civile russa, lo scafo dell'incrociatore fu fatto intenzionalmente incagliare dai lavoratori del porto perché non cadesse in mano alle truppe dell'Armata Bianca. Lo scafo fu quindi recuperato e preso in consegna dalle autorità sovietiche nel 1920, alla conclusione delle ostilità; il 7 dicembre 1922 la nave fu ufficialmente rinominata Červona Ukraina ("Ucraina Rossa" in russo) e i lavori per il suo completamento furono riavviati nel 1923 per essere completati nel 1927. La nave entrò ufficialmente in servizio con la Marina sovietica il 21 marzo 1927, secondo un progetto quasi del tutto identico a quello originale: tra le modifiche principali, la nave fu dotata di gru su entrambi i lati del fumaiolo centrale e di un'area di parcheggio per un idrovolante nello spazio tra il fumaiolo centrale e quello posteriore, anche se nessuna catapulta per aerei fu mai installata; al posto dei tubi lanciasiluri interni allo scafo furono invece installati quattro impianti tripli di tubi lanciasiluri da 457 mm montati sul ponte.
Assegnato alla Flotta del Mar Nero, nel periodo interbellico il Červona Ukraina compì varie crociere e visite nei porti di Turchia, Grecia e Italia. Tra il 26 agosto 1939 e il 1º maggio 1941 la nave fu sottoposta a estesi lavori di manutenzione e ammodernamento nel corso dei quali l'armamento antiaereo originale fu completamente rimpiazzato con nuove dotazioni e un nuovo sistema di controllo del tiro; la nave ricevette tre impianti binati di cannoni antiaerei da 100/47 mm, mentre al posto di uno degli impianti lanciasiluri furono installati quattro cannoni semiautomatici  K-21 da 45 mm e sette mitragliere DŠK da 12,7 mm.

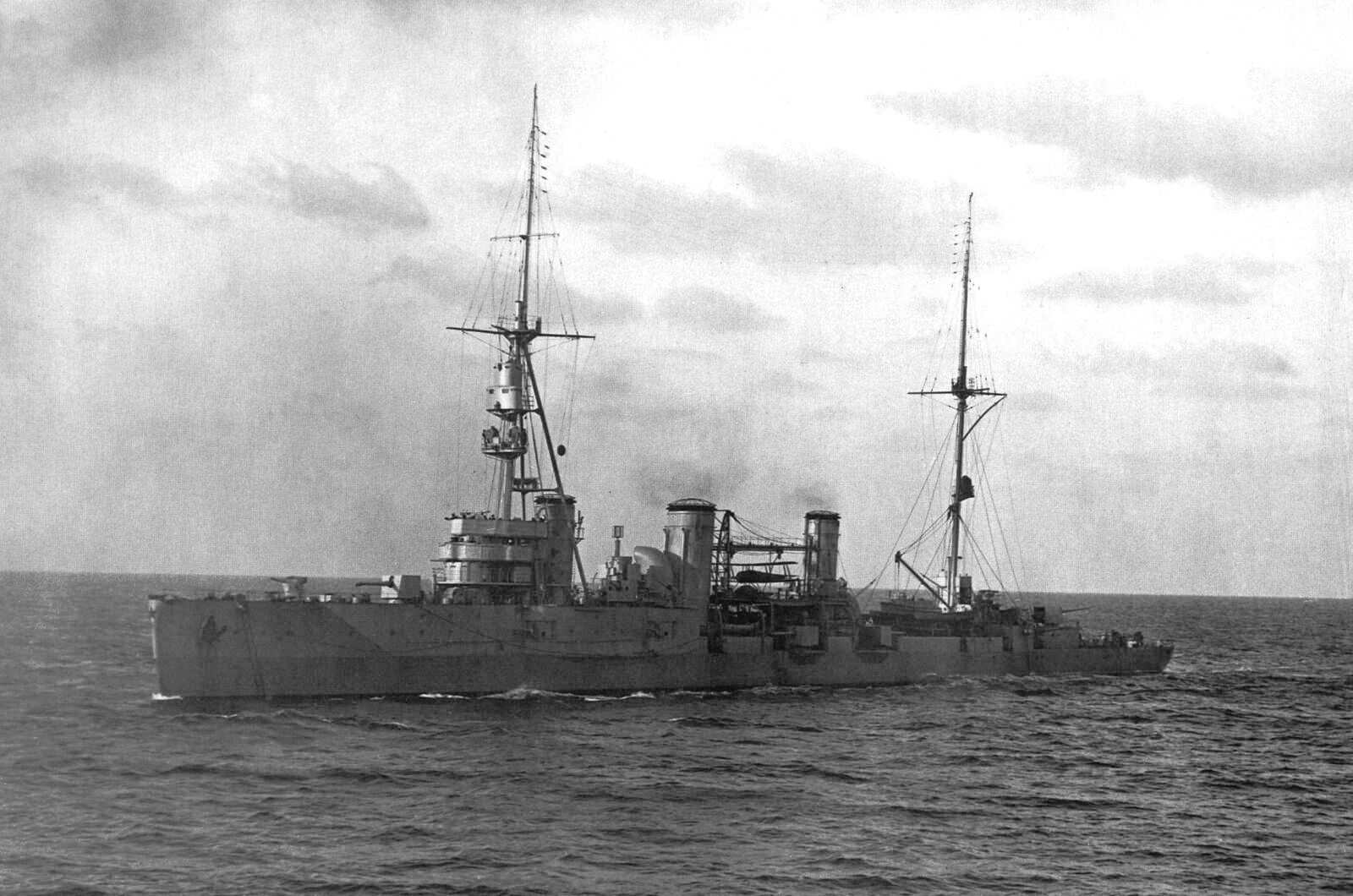
L'unità in navigazione tra il 1927 e il 1930, poco dopo la sua entrata in servizio

A partire dal 22 giugno 1941, giorno dell'attacco tedesco all'Unione Sovietica, il Červona Ukraina fu impiegato, unitamente agli incrociatori Krasnyj Kavkaz e Komintern e a diversi cacciatorpediniere, nella posa di sbarramenti minati difensivi attorno alla base sovietica di Sebastopoli. L'incrociatore fu in seguito inviato a Odessa, dove fornì supporto di fuoco d'artiglieria ai reparti a terra impegnati in una dura battaglia; l'incrociatore scortò anche il convoglio che trasferì a Odessa la 157ª Divisione fucilieri durante il settembre 1941, mentre in ottobre fu poi impiegato come unità di scorta durante l'evacuazione dei reparti sovietici tagliati fuori nella città in ottobre, proteggendo due convogli carichi di truppe diretti a Sebastopoli tra il 3 e il 6 ottobre e poi tra il 15 e il 16 ottobre.
Il Červona Ukraina fu impegnato nel corso del successivo assedio di Sebastopoli, fornendo supporto di fuoco ai reparti sovietici, evacuando unità accerchiate dalle coste della Crimea e trasportando dai porti del Caucaso rinforzi nella piazzaforte. Il 12 novembre 1941, mentre si trovava nella parte sud della baia di Sebastopoli, l'incrociatore fu centrato tre volte da ordigni sganciate da bombardieri in picchiata Junkers Ju 87 tedeschi, per poi affondare il giorno successivo quando gli sforzi per salvarlo da parte dell'equipaggio furono abbandonati; i cannoni dell'incrociatore furono recuperati e, insieme a gran parte dell'equipaggio, incorporati nelle difese del porto. Due dei suoi impianti binati da 100 mm furono poi installati a bordo dell'incrociatore Krasnyj Kavkaz.
Il relitto del Červona Ukraina fu riportato a galla il 3 novembre 1947, sommariamente riparato e impiegato a Sebastopoli come pontone statico per l'addestramento, finché il 30 ottobre 1950 non fu riconvertito in nave-bersaglio per le esercitazioni di tiro della flotta; il 10 maggio 1952 lo scafo fu fatto incagliare su un bassofondo sabbioso per fungere da bersaglio immobile, e per il 1980 non rimaneva nulla di esso che sporgesse dall'acqua.